# This Left Feels Right
This Left Feels Right je kompilacijski album rock skupine Bon Jovi. Izdan je 2003., album se držao kao 14. na Billboardovoj ljestvici.

## Popis pjesama
| Br. | Skladba                    | Autor                               | Trajanje |
| --- | -------------------------- | ----------------------------------- | -------- |
| 1.  | »Wanted Dead or Alive«     | Jon Bon Jovi, Richie Sambora        | 3:43     |
| 2.  | »Livin' on a Prayer«       | Bon Jovi, Sambora, Desmond Child    | 3:41     |
| 3.  | »Bad Medicine«             | Bon Jovi, Sambora, Child            | 4:27     |
| 4.  | »It's My Life«             | Bon Jovi, Sambora, Max Martin       | 3:42     |
| 5.  | »Lay Your Hands on Me«     | Bon Jovi, Sambora                   | 4:27     |
| 6.  | »You Give Love a Bad Name« | Bon Jovi, Sambora, Child            | 3:29     |
| 7.  | »Bed of Roses«             | Bon Jovi                            | 5:38     |
| 8.  | »Everyday«                 | Bon Jovi, Sambora, Andreas Carlsson | 3:45     |
| 9.  | »Born to Be My Baby«       | Bon Jovi, Sambora, Child            | 5:27     |
| 10. | »Keep the Faith«           | Bon Jovi, Sambora, Child            | 4:12     |
| 11. | »I'll Be There for You«    | Bon Jovi, Sambora                   | 4:21     |
| 12. | »Always«                   | Bon Jovi                            | 4:18     |